# Helmut Böhme (Agrarwissenschaftler)
Helmut Böhme (* 7. Juni 1929 in Halle (Saale); † 3. Januar 2015 in Aschersleben) war ein deutscher Agrarwissenschaftler und Genetiker. Er war ab 1967 als Professor für Genetik an der Universität Halle-Wittenberg tätig und von 1969 bis 1983 Direktor des Zentralinstituts für Genetik und Kulturpflanzenforschung. In Anerkennung seines wissenschaftlichen Wirkens wurde er unter anderem in die Leopoldina aufgenommen und mit dem Nationalpreis der DDR ausgezeichnet.

## Leben
Helmut Böhme wurde 1929 in Halle als Sohn eines Angestellten geboren. Er besuchte von 1936 bis 1944 die Grundschule und begann danach eine landwirtschaftliche Ausbildung, die er nach dem Ende des Zweiten Weltkrieges fortsetzte und 1948 als Landwirtschaftsgehilfe abschloss. Parallel dazu besuchte er ab 1945 die gymnasiale Oberstufe und erwarb 1947 das Abitur. 
Anschließend studierte er von 1948 bis 1951 Landwirtschaft an der Universität Halle-Wittenberg mit dem Abschluss als Diplom-Landwirt. Von 1951 bis 1954 war er Aspirant bei Hans Stubbe am Institut für Genetik der Universität sowie am Gaterslebener Institut für Kulturpflanzenforschung der Deutschen Akademie der Wissenschaften zu Berlin (DAW), der späteren Akademie der Wissenschaften der DDR (AdW). Kurzzeitig war er 1952/1953 Aspirant in Moskau und Leningrad, jedoch hat er diese Ausbildungsphase bereits nach drei Monaten abgebrochen, da eigene Forschungskonzeptionen unter dem Verdikt der Lyssenko-Schule  nicht fortgesetzt werden konnten. 
Im Jahr 1954 wurde er an der landwirtschaftlichen Fakultät der Universität Halle-Wittenberg unter Betreuung von Hans Stubbe mit einer Arbeit zur genetischen Bedeutung von Pfropfungen promoviert. Sechs Jahre später wurde er ebenfalls in Halle mit einer Arbeit zum Thema „Untersuchungen zur spontanen und induzierten Mutabilität von Proteus mirabilis“ habilitiert.
Ab 1954 war er am Gaterslebener Akademieinstitut als wissenschaftlicher Mitarbeiter tätig. Gleichzeitig übernahm er von 1958 bis 1962 die Vorlesung „Einführung in die Genetik“ an der Universität Halle-Wittenberg und von 1963 bis 1967 die Vorlesung „Allgemeine Genetik“ an der Naturwissenschaftlichen Fakultät der Universität Leipzig. 1967 wurde er am Akademieinstitut Abteilungsleiter und 1969 stellvertretender Institutsdirektor. 1967 erfolgte die Berufung zum Professor für Genetik an die Universität Halle-Wittenberg und die Ernennung zum Professor an der Deutschen Akademie der Wissenschaften.
Nach der Emeritierung von Hans Stubbe am Gaterslebener Institut im Jahr 1969 wurde Helmut Böhme dessen Nachfolger als Direktor des Instituts, das im gleichen Jahr zum Zentralinstitut für Genetik und Kulturpflanzenforschung umgestaltet wurde. Er leitete das Institut bis 1983 und wirkte dort anschließend noch bis zu seinem Vorruhestand 1990 als wissenschaftlicher Mitarbeiter. Sein Nachfolger als Direktor wurde Dieter Mettin. Helmut Böhme starb 2015 in Aschersleben.
Böhme war mit der Diplom-Landwirtin Helga Böhme verheiratet und Vater von zwei Töchtern.

## Wissenschaftliches Wirken
Die Forschungsaktivitäten von Helmut Böhme betrafen die allgemeine Genetik und die Bakteriengenetik, insbesondere genetische Aspekte der DNA-Reparatur. 
Von 1954 bis 1958 führte er experimentelle Arbeiten zur sogenannten „fortschrittlichen Genetik“ von Lyssenko durch, insbesondere zur vegetativen Hybridisation mit der 1954 und 1958 veröffentlichten Aussage, dass aufgrund der eigenen Forschungsergebnisse sowie der Resultate von Hans Stubbe und Mitarbeitern durchgeführten Experimenten die Angaben und Behauptungen der sowjetischen Genetiker der Lyssenko-Schule unter kontrollierten Bedingungen nicht reproduziert werden können.
Die vielfältigen Forschungsergebnisse von Böhme bildeten die Grundlage für mehr als 90 Fachpublikationen. Weiterhin war er Herausgeber sowie Schriftleiter mehrerer Fachzeitschriften, darunter von 1968 bis 1980 als Managing Editor von „Molecular and General Genetics“, von 1975 bis 1990 als Verantwortlicher Herausgeber des „Biologischen Zentralblattes“ sowie ab 1967 Mitherausgeber und von 1983 bis 1990 Schriftleiter der Zeitschrift „Die Kulturpflanze“.

## Mitgliedschaften und Ehrungen
- 1966–1984 Mitglied im Forschungsrat der DDR
- 1967 Ordentliches Mitglied der Deutschen Akademie der Wissenschaften zu Berlin (DAW), Vorsitzender der Kommission „Wissenschaftliche Grundlagen der Landwirtschaft“ beim Präsidium der Akademie
- 1968–1971 Leiter  des Forschungsbereichs „Biologie und Medizin“ der DAW
- 1969 Vaterländischer Verdienstorden
- 1969 Mitglied der Deutschen Akademie der Naturforscher Leopoldina in Halle (Saale)
- 1971 bis 1983 Sekretar der Klasse „Biowissenschaften“ der Akademie der Wissenschaften der DDR (AdW)
- 1972–1987 Ordentliches Mitglied der Akademie der Landwirtschaftswissenschaften der DDR (AdL), 1987 erzwungener Austritt als Ordentliches Mitglied der AdL
- 1973 Nationalpreis der DDR für Wissenschaft und Technik
- 1974–1983 Vorsitzender des Nationalkomitees für Biowissenschaften der DDR
- 1975 Mitglied der Leitung des Interministeriellen Rates für Landwirtschaft
- 1977–1980 Präsident der „European Environmental Mutagen Society“
- 1984 Mitglied der Sektion „Pflanzenzüchtung“ der AdL
- ab 1993 Mitglied der Leibniz-Sozietät der Wissenschaften zu Berlin.

## Publikationen
- Untersuchungen zum Problem der genetischen Bedeutung von Pfropfungen zwischen genotypisch verschiedenen Pflanzen. Dissertation, Universität Halle-Wittenberg, Landwirtschaftliche Fakultät, Halle (Saale) 1954.
- K. T. Suchorukov, Helmut Böhme: Beiträge zur Physiologie der pflanzlichen Resistenz. (Übers. aus d. Russ.). Akademie-Verlag, Berlin 1958.
- Untersuchungen zur spontanen und induzierten Mutabilität von Proteus mirabilis. Habilitationsschrift, Universität Halle-Wittenberg, Landwirtschaftliche Fakultät, Halle (Saale) 1960.
- Beiträge zur Abstammungslehre. Verlag Volk und Wissen, Berlin 1964, 2. Auflage 1966.
- Beiträge zur Genetik und Abstammungslehre. Verlag Volk und Wissen, Berlin 1976, 2. Auflage 1978 (als Herausgeber).
- Helmut Böhme, J. Schöneich (Hrsg.): Environmental mutagens. Proceedings of the 6. annual meeting of the Europ. Environmental Mutagen Soc., Gernrode (GDR), September 27 - October 1, 1976 / organized under the auspices of the Akad. d. Wiss. d. DDR by the Zentralinst. für Genetik u. Kulturpflanzenforschung d. AdW d. DDR, Gatersleben. Akademie-Verlag, Berlin 1977.
- Bedeutung und Einfluss der Chemie auf die Entwicklung der industriemäßigen Produktion der Landwirtschaft. Vortrag vor dem Plenum der AdW der DDR am 13. April 1978. Akademie der Wissenschaften der DDR: Sitzungsberichte der Akademie der Wissenschaften der DDR / N / Mathematik, Naturwissenschaften, Technik; Jg. 1978, Nr. 19. Akademie-Verlag, Berlin 1978.
- Das Gen - zur Theorie des Begriffes. Vortrag vor der Klasse Biowissenschaften der AdW der DDR am 24. März 1988. Akademie der Wissenschaften der DDR: Sitzungsberichte der Akademie der Wissenschaften der DDR / N / Mathematik, Naturwissenschaften, Technik; Jg. 1989, Nr. 8. Akademie-Verlag, Berlin 1989, ISBN 978-3-05-500531-2.
- Helmut Böhme, Wolfgang Küttler, Friedhilde Krause (Hrsg.): Die Berliner Akademie von 1950 bis 1972. 2. Kolloquium der Leibniz-Sozietät zur Berliner Akademiegeschichte. Berlin, Trafo-Verlag 1999, ISBN 978-3-89626-209-7.